# The Miz

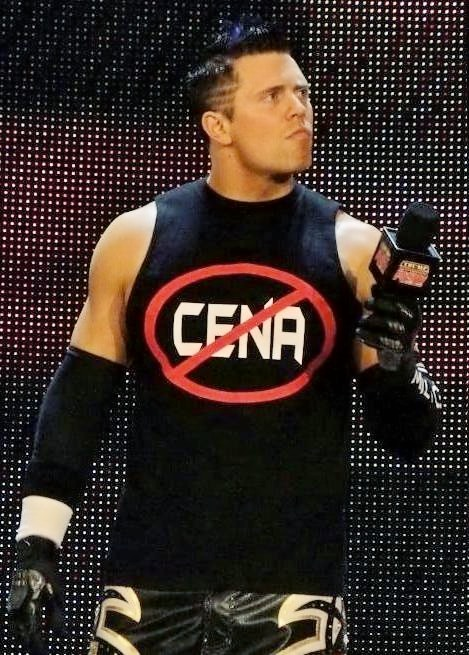
The Miz

Michael ”Mike” Mizanin, mer känd som The Miz, född 8 oktober 1980 i Parma i Ohio, är en amerikansk professionell brottare och TV-personlighet. Han har kontrakt med World Wrestling Entertainment (WWE) där han brottas på Smack down live sidan och är före detta WWE champion och intercontintel champion.
Mizanin fick först berömmelse som en av medlemmarna på MTV:s The Real World: Back to New York, som först sändes 2001, och dess spinoff-serien, Real World/Road Rules Challenge. Han deltog senare i den fjärde säsongen av WWE Tough Enough, ett reality-TV program och tävling där vinnaren tilldelas ett WWE kontrakt, och blev en av finalisterna. Mizanin har också gjort framträdanden på tv i bland annat Battle of the Network Reality Stars och Fear Factor. Innan han började på WWE så höll Mizanin på med ultimate PRO Wrestling (UWP) och Deep South Wrestling (DSW) där han blev den första Deep South Heavyweight Champion.